# Agnaldo, Perigo à Vista
Agnaldo, Perigo à Vista é um filme brasileiro de 1969 do gênero aventura, escrito e dirigido por Reynaldo Paes de Barros. O intérprete do protagonista do filme é o cantor Agnaldo Rayol, que na época fazia bastante sucesso no Brasil com a transmissão de seus programas pela TV Record de São Paulo. Aparecem em participações especiais outros artistas conhecidos da emissora: Wanderléia, Erasmo Carlos, Ronald Golias e Jô Soares. A exemplo do anterior Roberto Carlos em Ritmo de Aventura e seguindo o modelo de Help!, a história resume-se a uma intensa perseguição, com os personagens passando por vários locais e utilizando-se de diversos veículos tais como carros, caminhões, barcos, trem, lanchas, helicópteros, aviões, carts e bicicletas. Agnaldo Rayol canta a música-tema e as outras canções ouvidas no filme.

## Elenco
- Agnaldo Rayol… Agnaldo Reis / Paulo Sales
- David Cardoso… "Baby Face" Braga
- Milton Ribeiro… Chico Jovino
- Antônio Borba
- Marcos Lázaro
- Ronald Golias… motorista de táxi (participação)
- Wanderléia… Wanda (participação)